# Витик, Мартин
Ма́ртин Ви́тик (чеш. Martin Vitík; 21 января 2003, Чехия) — чешский футболист, защитник клуба «Болонья» и сборной Чехии.

## Клубная карьера
Мартин начинал заниматься футболом в команде «Кралув-Двур» в шесть лет. В 2017 году он оказался в академии пражской «Спарты». С сезона 2020/21 — игрок главной команды. Дебютировал за «Спарту» 22 октября 2020 года в поединке Лиги Европы против французского «Лилля», выйдя на замену на 90-й минуте вместо Михала Сачека. Также принимал участие в матче против «Милана» 10 декабря, выйдя на поле в стартовом составе и проведя весь матч.
В чешском чемпионате Мартин дебютировал 17 января 2021 года в поединке против «Баника». В нём он также провёл на поле все 90 минут. Всего в сезоне Мартин сыграл 17 встреч, в 16 из них выходя в стартовом составе.

## Международная карьера
Являлся игроком юношеских сборных Чехии. Был капитаном сборной среди юношей до 17 лет. В марте 2021 года был впервые вызван в молодёжную сборную Чехии, сразу же попав в заявку на молодёжный чемпионат Европы по футболу. Сыграл на турнире 1 матч против сборной Италии, одновременной ставший для него дебютным в сборной. Вместе с командой занял третье место, что не позволило чехам выйти из группы.
20 ноября 2023 года в отборочном матче ЧЕ-2024 против сбороной Молдавии дебютировал за главную сборную страны, отыграв все 90 минут..

## Статистика выступлений за сборную
| Матчи за сборную Чехии | Матчи за сборную Чехии | Матчи за сборную Чехии | Матчи за сборную Чехии | Матчи за сборную Чехии | Матчи за сборную Чехии  | Матчи за сборную Чехии |
| ---------------------- | ---------------------- | ---------------------- | ---------------------- | ---------------------- | ----------------------- | ---------------------- |
| №                      | Дата                   | Оппонент               | Счёт                   | Голы                   | Соревнование            |                        |
| 1                      | 20 ноября 2023         | Молдова                | 3:0                    | -                      | Отборочный матч ЧЕ-2024 |                        |
| 2                      | 7 июня 2024            | Мальта                 | 7:1                    | -                      | Товарищеский матч       |                        |
| 3                      | 10 сентября 2024       | Украина                | 3:2                    | -                      | Лига наций 2024/25      |                        |
| 4                      | 11 октября 2024        | Албания                | 2:0                    | -                      | Лига наций 2024/25      |                        |
| 5                      | 14 октября 2024        | Украина                | 1:1                    | -                      | Лига наций 2024/25      |                        |